# Liste der Kellergassen in Straning-Grafenberg
Die Liste der Kellergassen in Straning-Grafenberg führt die Kellergassen in der niederösterreichischen Gemeinde Straning-Grafenberg an.
| Foto |                 | Kellergasse             | Standort                               | Beschreibung |
| ---- | --------------- | ----------------------- | -------------------------------------- | --- |
| ja   | Datei hochladen | Kellergasse             | KG: Etzmannsdorf bei Straning Standort | Die beidseitige Einzelkellergasse liegt in einem Graben am östlichen Ortsrand. Sie besteht aus 24 Kellern, mehrheitlich traufständig, und hat eine Länge von 250 Metern. Die älteste Datierung ist von 1872. |
| ja   | Datei hochladen | Eggenburger Straße      | KG: Grafenberg Standort                | Die beidseitige Einzelkellergasse liegt in einem Graben nordwestlich außerhalb der Ortschaft. Sie besteht aus neun Kellern, mehrheitlich in Schildmauerform und erneuerungsbedürftig, und hat eine Länge von 120 Metern. |
| BW   | Datei hochladen | Fuchsenloch             | KG: Grafenberg Standort                | Nordwestlich außerhalb der Ortschaft befinden sich einige wenige Keller einseitig an einer Geländekante. |
| ja   | Datei hochladen | Nähe Kogelsteine        | KG: Grafenberg Standort                | Die beidseitige Einzelkellergasse liegt in einem Hohlweg nordwestlich außerhalb der Ortschaft. Sie besteht aus 28 Kellern, überwiegend in Schildmauerform und mehrheitlich erneuerungsbedürftig, und hat eine Länge von 200 Metern. Die älteste Datierung ist von 1807. |
| ja   | Datei hochladen | Steinperzbach           | KG: Grafenberg Standort                | Das beidseitige Kellergassensystem liegt großteils in einem Graben westsüdwestlich außerhalb der Ortschaft. Neben einer langen, beidseitig im Graben verlaufenden und die Franz-Josefs-Bahn querenden Kellergasse umfasst es einige Keller, die westlich der Bahn einseitig an einem nach Süden verlaufenden Weg liegen. Es besteht aus 46 Kellern, mehrheitlich traufständig, und hat eine Länge von 600 Metern. Die älteste Datierung ist von 1806. |
| ja   | Datei hochladen | Vitusberger Kellergasse | KG: Grafenberg Standort                | Die beidseitige Einzelkellergasse liegt in einem Graben westlich außerhalb der Ortschaft. Sie besteht aus 46 Kellern, mehrheitlich in Schildmauerform, und hat eine Länge von 250 Metern. Die älteste Datierung ist von 1776. |
| ja   | Datei hochladen | Krotenberg              | KG: Straning Standort                  | Das Kellergassensystem liegt am nördlichen Ortsrand und besteht aus einer beidseitigen Kellergasse in einem Graben (Lage) und einer einseitigen Kellergasse an einer Geländekante (Lage) entlang der Landesstraße (L 50). Schmidbaur fasst es mit der Kellergasse Wolfsgraben zusammen und zählt so insgesamt 77 Keller, mehrheitlich traufständig, auf einer Gesamtlänge von 600 Metern. Die älteste Datierung ist von 1770. |
| ja   | Datei hochladen | Wolfsgraben             | KG: Straning Standort                  | Die beidseitige Kellergasse liegt in einem Graben. Schmidbaur fasste sie mit der Kellergasse Krotenberg zu einem Kellergassensystem zusammen (siehe dort). |
| ja   | Datei hochladen | Limberger Straße        | KG: Straning Standort                  | Das beidseitige Kellergasse liegt an und neben der Limberger Straße, südlich außerhalb von Straning. Sie besteht aus etwa zehn, teils völlig verfallenen Objekten und hat eine Länge von 300 Metern. |
| ja   | Datei hochladen | Kellergasse Viehtrift   | KG: Straning Standort                  | Die beidseitige Einzelkellergasse liegt in einem Graben am westlichen Ortsrand. Sie besteht aus 68 Objekten und hat eine Länge von 500 Metern. Die älteste Datierung ist von 1790. Bemerkenswert sind die vielen großen Presshäuser, manche dreistöckig: das eigentliche Presshaus im Erdgeschoß, ein als Getreidespeicher dienendes Obergeschoß, und unter dem Dach wurde Stroh oder Heu gelagert. |
| ja   | Datei hochladen | Hintaus                 | KG: Wartberg Standort                  | Die einseitige Einzelkellergasse liegt im nördlichen Hintaus, teils an einer Geländekante, teils in der Ebene. Laut Schmidbaur, der offenbar nur wirklich die im Hintaus liegenden Objekte berücksichtigt hat, besteht sie aus 23 Kellern, mehrheitlich giebelständig, und hat eine Länge von 300 Metern. Zählt man jedoch auch im Westen die Keller an der Stoitzendorfer Straße und im Nordosten die drei etwas isoliert außerhalb der Ortschaft liegenden Gebäude(ruinen) dazu, erstreckt sich die Kellergasse sogar über etwas über 700 Meter. Die älteste Datierung ist von 1784. |
| ja   | Datei hochladen | Kirchenberg             | KG: Wartberg Standort                  | Die einseitige Einzelkellergasse liegt südlich außerhalb der Ortschaft in Hanglage. Laut Schmidbaur besteht sie aus 37 Objekten, mehrheitlich traufständig, und hat eine Länge von 450 Metern. (Zählt man die drei etwas weiter westlich gelegenen Keller dazu, erhöht sich die Gesamtlänge auf etwa 600 Meter.) Die ältesten Datierungen sind von 1736 und 1779. |

| Foto:                    | Fotografie der Kellergasse (Gesamtheit). Klicken des Fotos erzeugt eine vergrößerte Ansicht. Daneben finden sich zwei Symbole: \| Weitere Bilder vorhanden \| Das Symbol bedeutet, dass weitere Fotos des Objekts verfügbar sind. Durch Klicken des Symbols werden sie angezeigt. \| \| Eigenes Foto hochladen \| Durch Klicken des Symbols können weitere Fotos des Objekts in das Medienarchiv Wikimedia Commons hochgeladen werden. \| |
| Name:                    | Bezeichnung der Kellergasse |
| Standort:                | Es ist die Katastralgemeinde (KG) angegeben. Durch Aufruf des Links Standort wird die Lage der Kellergasse in verschiedenen Kartenprojekten angezeigt. |
| Beschreibung             | Kurze Beschreibung der Kellergasse |
| Weitere Bilder vorhanden | Das Symbol bedeutet, dass weitere Fotos des Objekts verfügbar sind. Durch Klicken des Symbols werden sie angezeigt. |
| Eigenes Foto hochladen   | Durch Klicken des Symbols können weitere Fotos des Objekts in das Medienarchiv Wikimedia Commons hochgeladen werden. |